# Partit Comunista del Nepal (Unificat Marxista-Leninista)
El Partit Comunista del Nepal (Unificat Marxista-Leninista) (Communist Party of Nepal (Unified Marxist-Leninist), sigles CPN-UML, CPN(UML)), amb nepalès Nepal Kamyunist Party (Ekikrit Marksbadi-Leninbadi), sigles NeKaPa (EMaLe), és un partit polític del Nepal, que actualment és el principal partit comunista del país.
Es va crear el 6 de gener de 1991 amb el Partit Comunista del Nepal (Marxista) i el Partit Comunista del Nepal (Marxista-Leninista). El partit va obtenir 69 escons a les eleccions de 1991 (d'un total de 205) i 16 escons a la Càmara alta (d'un total de 60) amb un 29,98% del vot popular.
En el V Congrés de 1993, Madan Bhandari fou elegit president i Man Mohan Adhikari secretari general. Bandhari va morir en un misteriós accident de trànsit el 16 de maig de 1993 i el va substituir Madhav Kumar Nepal.
A les eleccions de 1994 va obtenir el 31% dels vots i 88 escons, essent el major partit del país. El desembre de 1994 va formar govern en minoria al Nepal però només va durar 9 mesos. Man Mohan Adhikari fou el primer ministre i Madhav Kumar ministre d'afers exteriors. Al no aconseguir imposar el seu programa per manca de majoria va deixar el govern l'agost de 1995. El Partit del Congrés va formar govern que es va mantenir fins al març de 1997 quan es va formar una coalició entre el Congrés, els Comunistes i el Partit Nacional Democràtic, el líder del qual encapçalà el govern. A les eleccions locals va obtenir més de la meitat dels escons (al tomb del 50% havia ja estat el 1992).
El VI Congrés del partit es va fer del 25 al 31 de gener de 1998 i llavors es va escindir una facció que es va dir Partit Comunista del Nepal (Marxista-Leninista) dirigit per Bam Dev Gautam. Alguns quadres van passar al Partit del Congrés. Madhav Kumar fou elegit secretari general.
El 1999 va obtenir el 31,61% del vot a les legislatives.
Les dos faccions es van reunificar el 15 de febrer de 2002 però una facció dirigida per C.P. Mainali va conservar el nom del Partit Comunista del Nepal (Marxista-Leninista)

## Organitzacions de masses
- General Federation of the Nepalese Trade Unions
- All Nepal Peasants Association
- All Nepal Women's Association
- Democratic National Youth Federation
- All Nepal National Free Students' Union
- National People's Cultural Forum